# Örsås landskommun
Örsås landskommun var en tidigare kommun i dåvarande Älvsborgs län.

## Administrativ historik
Den inrättades i Örsås socken i Kinds härad i Västergötland när 1862 års kommunalförordningar trädde i kraft.
Vid Kommunreformen 1952 uppgick kommunen i Axelfors landskommun som 1971 uppgick i Svenljunga kommun.

## Politik

### Mandatfördelning i Örsås landskommun 1938-1946
| 7 | 7 | 1 | 5 |

| 20 |

| 8 | 7 | 2 | 3 |

| 18 |

| 7 | 9 | 4 |

| 17 | 3 |